# Moros y Cristianos de Monforte del Cid
Las Fiestas de Moros y Cristianos de Monforte del Cid se celebran del 5 al 9 de diciembre en honor a la Purísima Concepción, patrona de la villa, y fueron declaradas de INTERÉS TURÍSTICO PROVINCIAL según Resolución de 15 de enero de 2009, de la consejera de Turismo y presidenta de la Agencia Valenciana del Turismo.

## Orígenes de las Fiestas en honor a la Purísima

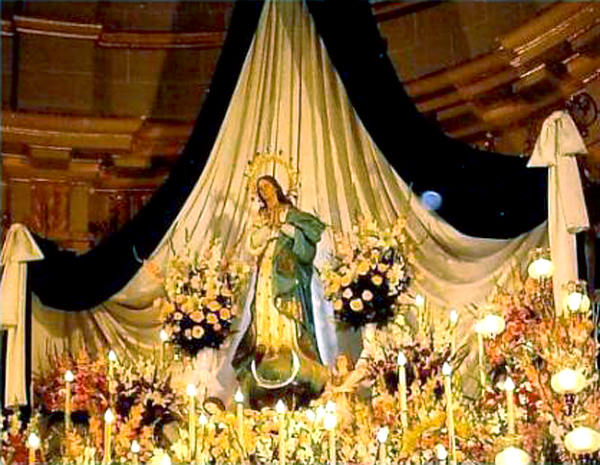
"Inmaculada Concepción de Monforte del Cid durante las fiestas en el Altar Mayor rodeada de flores tras la ofrenda de los festeros"

Respecto a sus orígenes, tenemos que remontarnos al alarde militar que se realizaba en la Edad Media, como acto que se introduce en las fiestas locales, para pasar después a estar presente en la Fiesta de Moros y Cristianos. Hacia el siglo XVIII aparece la soldadesca, similar al alardo, pudiendo aparecer ambas denominaciones al mismo tiempo.
La primera soldadesca en honor a la Purísima tuvo lugar el 8 de diciembre de 1769, repitiéndose en años sucesivos. De este modo podemos afirmar que el origen de la devoción a la Inmaculada Concepción se remonta al siglo XVIII, cuando el obispo de Orihuela sustituye al tradicional patrón San Jaime por la nueva patrona. Así, las fiestas patronales pasarían de celebrarse de julio a diciembre, siendo el octavo día de este mes el de la patrona. La fiesta religiosa surgida en el siglo XVIII, en su mayor parte financiada por los vecinos, también estará presente en las calles. Todo ello provocó la introducción de festejos populares en las tradicionales fiestas religiosas, y así, al tiempo que se oficiaban misas, sermones y procesiones, también encontramos máscaras, bailes, fuegos artificiales y soldadescas. Cabe destacar la inclusión de estas fiestas en el Expediente de Hermandades, Cofradías y Fiestas, citado en un cabildo de 1770. Este expediente fue realizado por el Consejo de Castilla para recoger datos de todas las hermandades, cofradías y fiestas que se llevaban a cabo en los pueblos de España y así controlar el desmesurado gasto que el Consejo consideraba que se realizaba en las fiestas.

## Evolución de las Fiestas
La primera noticia que encontramos sobre la denominación de esta celebración como “Fiestas de Moros y Cristianos” la encontramos en 1881. Entre finales del siglo XIX y principios del XX, la fiesta fue suspendida durante varios años. De 1919 a 1967, la fiesta se celebraba únicamente si la situación económica lo permitía, lo que no permitía que el número de festeros (entre 80 y 120) se ampliase. Será a partir de 1968 cuando la fiesta se consolide. La Unión de Fiestas de disolverá definitivamente en ese año y tendrá lugar la fundación de las tres comparsas: Moros, Cristianos y Contrabandistas, aumentado el número de festeros hasta 1100. Monforte del Cid es también uno de los siete socios fundadores de la UNDEF (Unión Nacional de Entidades Festeras).
Uno de los actos cumbre es la Embajada que cada comparsa declama e interpreta con singular talento, siendo distintas las personas que cada año quienes las recitan. Los desfiles generales resultan de especial vistosidad, dado el importante número de participantes que en ellos participan, rondando una cifra que se acerca a las 2000 personas.
Otro hecho a resaltar es el de la incorporación participativa de la mujer en las fiestas, hacia el año 1946, momento en que una mujer salió desfilando por primera vez como abanderada, acompañando al rey cristiano. Este hecho es especialmente relevante, teniendo en cuenta que Monforte del Cid es uno de los pocos municipios donde participan en las fiestas hombres y mujeres por igual, mientras en muchas poblaciones los estatutos prohíben la participación de las mujeres en la Fiesta.

## Actos Festeros

### Domingos de Tambor
En la actualidad, las fiestas se inician con la salida del tambor los cuatro domingos previos al 5 de diciembre. Saliendo los primeros de cada una de las sedes de las tres comparsas y el cuarto y último desde el Ayuntamiento en la Plaza de España.

### 5 de diciembre
- 19:00 - Santa Misa
- 20:00 - Ofrenda de flores a la Purísima. Una escuadra de cada comparsa acompaña a las autoridades y los cargos festeros hasta la Iglesia de Nª Sra. de las Nieves. Terminada la misma se canta la SALVE REGINA y el HIMNO A LA PURÍSIMA
- 21:00 - Pregón de las Fiestas. Desde los balcones del Excmo. Ayuntamiento de Monforte del Cid, en la Plaza de España. Iniciándose tras el Himno de España y finalizando con el Himno de Monforte del Cid
- 00:00 - Gran Alborada y Volteo General de Campanas
- 00:30 - Retreta. Salida desde la Plaza de España

### 6 de diciembre
- 11:00 - Santa Misa
- 18:30 - Desfile General de Comparsas. (Itinerario: Avenida de Alicante y Avenida de la Constitución)

### 7 de diciembre
- 08:00 - Volteo General de Campanas
- 08:30 - Santa Misa
- 09:00 - Pasacalles. Partiendo desde sus respectivas sedes sociales, cada comparsa recoge a sus cargos festeros en los cuartelillos correspondientes
- 10:30 - Desde el Excmo. Ayuntamiento ascenderán las comparsas hasta la Iglesia Nª Sra. de las Nieves. Las autoridades son acompañadas por la Comparsa Moros
- 11:00 - Misa Solemne. Cantada por el Coro Parroquial
- 12:00 - Finalizada la Misa Solemne, las tres comparsas inician el desfile hasta llegar al castillo de las embajadas
- 13:00 - Arenga y Embajada Contrabandista
- 16:00 - Guerrilla. En las inmediaciones del castillo de las embajadas
- 17:00 - Arenga y Embajada Mora
- 19:00 - Desfile "Bajada de las Guerrillas". (Itinerario: Calle Reyes Católicos y Avenida de Alicante; Orden: Comparsa Moros, Comparsa Contrabandistas y Comparsa Cristianos)

### 8 de diciembre
- 08:00 - Volteo General de Campanas
- 08:30 - Santa Misa
- 09:00 - Pasacalles. Partiendo desde sus respectivas sedes sociales, cada comparsa recoge a sus cargos festeros en los cuartelillos correspondientes
- 10:00 - Desde el Excmo. Ayuntamiento ascenderán las comparsas hasta la Iglesia Nª Sra. de las Nieves. Las autoridades son acompañadas por la Comparsa Cristianos
- 10:30 - Misa Solemne. Cantada por la Coral Monfortina
- 12:30 - Desfile General de Comparsas. (Itinerario: Avenida de Alicante y Avenida de la Constitución)
- 16:00 - Guerrilla. En las inmediaciones del castillo de las embajadas
- 17:00 - Arenga y Embajada Cristiana
- 18:00 - Santa Misa
- 18:30 - Desfile "Bajada de las Guerrillas". (Itinerario: Calle Reyes Católicos y Avenida de Alicante; Orden: Comparsa Cristianos, Comparsa Contrabandistas y Comparsa Moros)
- 21:00 - Solemne Procesión. Autoridades, festeros, bandas de música y pueblo en general acompañan a la sagrada imagen de la patrona, la Inmaculada Concepción, que es portada a hombros por componentes de la Comparsa Contrabandistas. Finalizada la Procesión, Gran Castillo de Fuegos Artificiales en honor a la patrona

### 9 de diciembre
- 09:00 - Alegre Diana
- 10:00 - Pasacalles de las tres comparsas por las calles de la Villa
- 11:00 - Misa de Acción de Gracias y Homenaje a los Difuntos
- 17:00 - Tradicional Entrega de Banderas. Salida desde la Plaza de España

### Del 10 al 18 de diciembre
- Por las tardes - Rosario, Novena y Santa Misa

## Media Fiesta de Moros y Cristianos
Viernes 7, sábado 8 y domingo 9 de junio. Es la festividad que coincide con el medio año festero, a seis meses de la celebración de las Fiestas de Moros y Cristianos. Se celebra el primer fin de semana de junio, aunque durante las semanas previas y posteriores las diferentes comparsas realizan sus presentaciones de cargos. El acto central de la Media Fiesta, celebrado en la noche del sábado del primer fin de semana de junio, es la Gran Verbena y Presentación de los Cargos Festeros, realizada a partir de la remodelación de la Glorieta en este espacio central al aire libre del municipio monfortino. Los actos que se realizan durante estos días son tanto de carácter religioso como festero, conciertos, degustaciones de las populares tortas monfortinas, pasacalles, desfiles y parques infantiles para los más pequeños.